# Bonlieu-sur-Roubion
Bonlieu-sur-Roubion là một xã thuộc tỉnh Drôme trong vùng Auvergne-Rhône-Alpes đông nam nước Pháp. Xã Bonlieu-sur-Roubion nằm ở khu vực có độ cao từ 130-212 mét trên mực nước biển.